# Flaugeac
Flaugeac is een plaats en voormalige gemeente in het Franse departement Dordogne (regio Nouvelle-Aquitaine) en telt 280 inwoners (2004). De plaats maakt deel uit van het arrondissement Bergerac. Flaugeac is op 1 januari 2019 gefuseerd met de gemeente Sigoulès tot de gemeente Sigoulès-et-Flaugeac. 

## Geografie
De oppervlakte van Flaugeac bedraagt 7,3 km², de bevolkingsdichtheid is 38,4 inwoners per km².
De onderstaande kaart toont de ligging van Flaugeac met de belangrijkste infrastructuur en aangrenzende gemeenten.

## Demografie
Onderstaande figuur toont het verloop van het inwonertal.